# Mandapam
Mandapam es una ciudad y nagar Panchayat situada en el distrito de Ramanathapuram en el estado de Tamil Nadu (India). Su población es de 18427 habitantes (2011).

## Demografía
Según el censo de 2011 la población de Mandapam era de 18427 habitantes, de los cuales 9299 eran hombres y 9128 eran mujeres. Mandapam tiene una tasa media de alfabetización del 87,08%, superior a la media estatal del 80,09%: la alfabetización masculina es del 90,97%, y la alfabetización femenina del 83,10%.